# Нестеренко, Татьяна Геннадьевна
Татья́на Генна́дьевна Нестере́нко (род. 5 августа 1959, Владивосток, Приморский край) — российский политик и экономист.
Занимала пост первого заместителя министра финансов Российской Федерации с 5 октября 2012 года по 19 марта 2021 года. Возглавляла Федеральное казначейство с 2005 по 2007 год. Депутат Государственной думы РФ от Чукотского автономного округа (1993—1998).

## Биография
Родилась 5 августа 1959 года во Владивостоке. В 1981 году окончила Хабаровский институт народного хозяйства по специальности «Финансы и кредит». После окончания института была распределена в Чукотский автономный округ.
В 1981—1984 годах — экономист по финансированию народного хозяйства финансового отдела Анадырского райисполкома.
В 1984—1989 годах — ревизор-инспектор, начальник инспекции по бюджету в финансовом отделе Анадырского райисполкома.
В 1989—1991 годах — заведующий финансовым отделом Чукотского окрисполкома.
В 1991—1994 годах — заместитель главы администрации Чукотского автономного округа — начальник финансового управления администрации ЧАО.

### Государственная дума РФ
В декабре 1993 года была избрана депутатом Государственной Думы Федерального Собрания РФ, от Чукотского одномандатного избирательного округа. Нестеренко баллотировалась как независимый кандидат, при этом была поддержана блоком «Выбор России» и главой Чукотского автономного округа Александром Назаровым. На выборах Нестеренко заняла первое место, набрав 25,5 % голосов избирателей.
На выборах в Государственную думу в декабре 1995 года Нестеренко была переизбрана депутатом от Чукотки, набрав 42,17 % голосов избирателей. Её основной соперник, депутат Совета Федерации Майя Эттырынтына от КПРФ набрала 22,83 % голосов и заняла второе место. Входила во фракцию «Российские регионы».
Была членом Комитета Государственной Думы по бюджету, налогам, банкам и финансам. Принимала активное участие в разработке Бюджетного кодекса РФ и ряда правовых документов бюджетного и налогового законодательства. 

### Министерство финансов России
В январе 1998 года назначена заместителем министра финансов РФ — начальником Главного управления Федерального казначейства.
С января 2005 года по 28 сентября 2007 года возглавляла Федеральное казначейство.
В 2007—2012 годах — заместитель министра финансов.
В 2009 году присвоен классный чин действительного государственного советника Российской Федерации 1-го класса.
С 5 октября 2012 года — первый заместитель министра финансов Российской Федерации. В марте 2021 года оставила пост в связи с переходом на другую работу.

### Дальнейшая деятельность
В апреле 2021 года стало известно, что Нестеренко перешла в Банк «Открытие», где займет должность заместителя председателя правления Михаила Задорнова и будет курировать взаимодействие с госорганами, персонал и юридические вопросы, освободив от этих задач самого Задорнова, который вместо этого займется подготовкой банка к IPO.
Является председателем Попечительского совета Пансиона воспитанниц Минобороны России.

## Личная жизнь
Замужем, имеет двух дочерей.
Увлекается путешествиями.

## Награды
- Орден Почёта (9 марта 2007) — за заслуги в осуществлении государственного контроля в финансовой сфере и многолетнюю добросовестную работу[16];
- Орден Дружбы (4 сентября 2012) — за заслуги в области экономики, финансовой деятельности и многолетнюю добросовестную работу[17];
- Медаль ордена «За заслуги перед Отечеством» II и I степени;
- Медаль «За заслуги перед Чеченской Республикой» (2006)[18];
- Медаль Столыпина П. А. II степени (2021) — за заслуги в области экономики, финансовой деятельности и многолетнюю добросовестную работу[19];
- Почётная грамота Правительства Российской Федерации;
- Благодарность Министра финансов Российской Федерации (2002, 2004);
- Почётное звание «Заслуженный экономист Российской Федерации» (2004)[20];
- Благодарность Правительства Российской Федерации;
- Благодарность Президента Российской Федерации (2021)[21];
- Знак отличия «За безупречную службу» XXV лет;
- лауреат национальной премии общественного признания достижений женщин «Олимпия» Российской Академии бизнеса и предпринимательства (2005)[22].

В рейтинге «100 самых влиятельных женщин России» журнала «Огонёк», опубликованном в марте 2014 года, заняла 20-е место.

## Международные санкции
20 апреля 2022 года попала под персональные санкции Минфина США из-за вторжения России на Украину.